# Siemens-Schuckert D.IV
Die Siemens-Schuckert D.IV war ein von den Siemens-Schuckertwerken konstruierter Jagdeinsitzer der deutschen Fliegertruppe aus der Endphase des Ersten Weltkrieges und galt als das beste Jagdflugzeug der deutschen Fliegertruppe.

## Entwicklung
Aus der Prototypversion D.IIc und dem Vorläufermodell Siemens-Schuckert D.III entwickelte Diplom-Ingenieur Harald Wolff unter der Bezeichnung D.IV einen Höhenjäger mit schmaleren Tragflächen, von dem 280 Stück geordert wurden. Durch die nur 1 m tiefen Tragflächen verbessert sich die Geschwindigkeitsleistung gegenüber dem Vorgängermodell ohne dabei an Wendigkeit und Höhenleistung einzubüßen.
Als weitere Variante stellte Konstrukteur Wolff im Mai 1918 die Siemens-Schuckert D.V beim Vergleichsfliegen in Adlershof vor. 1919 wurden noch zwei Hochdecker Siemens-Schuckert D.VI getestet, der Typ, erstmals mit abwerfbaren Zusatztanks ausgestattet, erreichte eine Spitzengeschwindigkeit von 220 km/h, erzielte eine Reichweite von 450 km, stieg in nur 8,3 Minuten auf 8000 m Höhe und erhielt die Bezeichnung Siemens-Schuckert E.I. Parallel wurde ein Dreidecker Siemens-Schuckert Dr.I entwickelt, aber nicht mehr fertiggestellt.

## Einsatz

### Erster Weltkrieg
Die erste D.IV gelangte im April 1918 beim Jagdgeschwader 2 zur Fronterprobung. Die ersten Serienflugzeuge erreichten im August 1918 die Front, aber nur noch etwa 60 Flugzeuge kamen bis zum Kriegsende in den Jagdstaffeln (Jasta) 11, 14 und 22 zum Einsatz. Die Maschine war wegen des großen Propellers und des hohen Fahrgestells nicht leicht zu landen, brauchte jedoch nur eine kurze Startbahn und war gut zu steuern. Das Flugzeug verfügte insbesondere in Höhen über 4000 m über hervorragende Flugeigenschaften, die selbst denen der Fokker D.VII überlegen waren.
Nach zahlreichen Vergleichstests wurde die Siemens-Schuckert D.IV im Oktober 1918 als das beste verfügbare Jagdflugzeug bezeichnet, bis Kriegsende konnten jedoch nur 123 Exemplare hergestellt werden.

### Leistungsvergleich
Leistungsvergleich von Jagdeinsitzern im Fronteinsatz zum Ende des Ersten Weltkriegs:
| Name                   | Staat                  | Erstflug   | Indienststellung | Motorleistung | max. Geschwindigkeit | Startmasse | Bewaffnung (MG) | Gipfelhöhe | Stückzahl |
| ---------------------- | ---------------------- | ---------- | ---------------- | ------------- | -------------------- | ---------- | --------------- | ---------- | --------- |
| Albatros D.III         | Deutsches Reich        | 1916-08-01 | 1917-01-15       | 170 PS        | 165 km/h             | 886 kg     | 2               | 5.500 m    | 1352      |
| S.E.5a                 | Vereinigtes Königreich | 1916-11-22 | 1917-03-15       | 200 PS        | 222 km/h             | 880 kg     | 2               | 5.185 m    | 5205      |
| Sopwith Camel          | Vereinigtes Königreich | 1916-12-31 | 1917-06-15       | 130 PS        | 185 km/h             | 659 kg     | 2               | 5.791 m    | 5490      |
| Sopwith Dolphin        | Vereinigtes Königreich | 1917-03-23 | 1918-02-15       | 200 PS        | 211 km/h             | 890 kg     | 2               | 6.100 m    | 2072      |
| Albatros D.Va          | Deutsches Reich        | 1917-04-15 | 1917-07-15       | 185 PS        | 187 km/h             | 937 kg     | 2               | 6.250 m    | 2562      |
| Pfalz D.IIIa           | Deutsches Reich        | 1917-04-15 | 1917-08-15       | 180 PS        | 181 km/h             | 834 kg     | 2               | 6.000 m    | 750       |
| SPAD S.XIII            | Frankreich             | 1917-04-30 | 1917-05-31       | 220 PS        | 222 km/h             | 820 kg     | 2               | 6.650 m    | 8472      |
| Nieuport 28            | Frankreich             | 1917-06-14 | 1918-03-15       | 160 PS        | 195 km/h             | 740 kg     | 2               | 5.200 m    | 300       |
| Fokker Dr.I            | Deutsches Reich        | 1917-07-05 | 1917-09-01       | 130 PS        | 160 km/h             | 585 kg     | 2               | 6.500 m    | 420       |
| Sopwith Snipe          | Vereinigtes Königreich | 1917-10-31 | 1918-08-30       | 230 PS        | 195 km/h             | 955 kg     | 2               | 6.100 m    | 497       |
| L.F.G. Roland D.VIa    | Deutsches Reich        | 1917-11-30 | 1918-05-15       | 160 PS        | 190 km/h             | 820 kg     | 2               | 5.500 m    | 353       |
| Siemens-Schuckert D.IV | Deutsches Reich        | 1917-12-31 | 1918-08-15       | 160 PS        | 190 km/h             | 735 kg     | 2               | 8.000 m    | 123       |
| Fokker D.VII           | Deutsches Reich        | 1918-01-24 | 1918-04-15       | 180 PS        | 189 km/h             | 910 kg     | 2               | 6.000 m    | 800       |
| Fokker D.VIIF          | Deutsches Reich        | 1918-01-24 | 1918-04-15       | 226 PS        | 205 km/h             | 910 kg     | 2               | 7.000 m    | 200       |
| Pfalz D.VIII           | Deutsches Reich        | 1918-01-24 | 1918-09-15       | 160 PS        | 190 km/h             | 740 kg     | 2               | 7.500 m    | 120       |
| Pfalz D.XII            | Deutsches Reich        | 1918-03-31 | 1918-07-15       | 160 PS        | 180 km/h             | 902 kg     | 2               | 5.640 m    | 750       |
| Fokker D.VIII          | Deutsches Reich        | 1918-05-31 | 1918-07-31       | 110 PS        | 204 km/h             | 605 kg     | 2               | 6.300 m    | 289       |

### Nachkriegsnutzung
Die Serienproduktion lief nach Kriegsende weiter und die nicht mehr vom Militär abgenommenen Maschinen wurden an private Abnehmer verkauft. Eine Reihe von Flugzeugen erwarb die Schweizer Flugwaffe, die sie bis Ende der 1920er Jahre einsetzte.
Als Replikat ist eine D.IV im Militärhistorischen Museum (früher Luftwaffenmuseum der Bundeswehr) auf dem Flugplatz Berlin-Gatow ausgestellt.

## Technische Daten

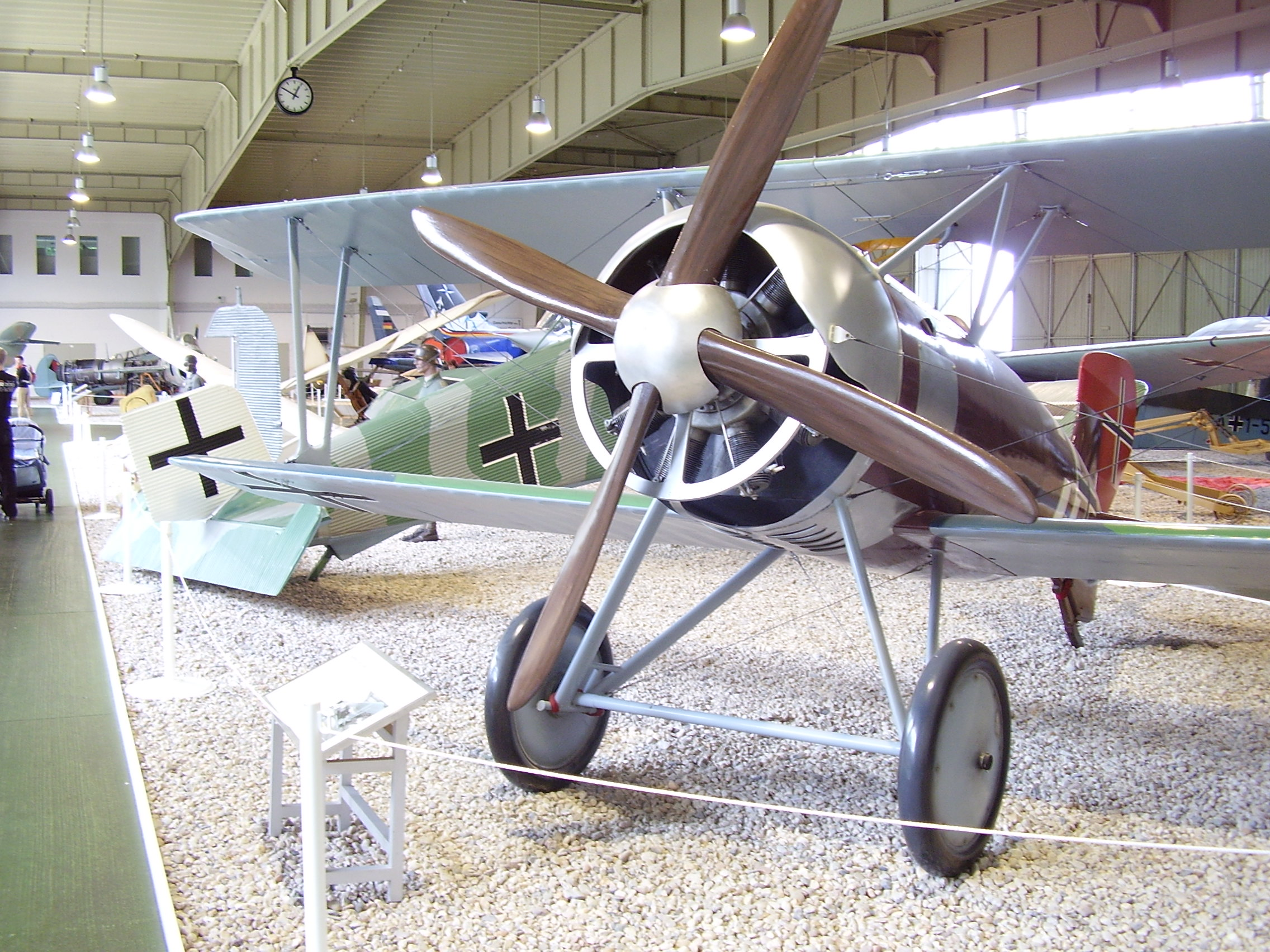
Replikat einer Siemens-Schuckert D.IV im Luftwaffenmuseum der Bundeswehr

| Kenngröße             | Daten                                                                     |
| --------------------- | ------------------------------------------------------------------------- |
| Besatzung             | 1                                                                         |
| Länge                 | 5,70 m                                                                    |
| Spannweite            | 8,35 m                                                                    |
| Höhe                  | 2,70 m                                                                    |
| Flügelfläche          | 15,12 m²                                                                  |
| Leermasse             | 540 kg                                                                    |
| Startmasse            | 735 kg                                                                    |
| Motor                 | ein Elf-Zylinder-Umlaufmotor Siemens & Halske Sh.IIIa mit 210 PS (154 kW) |
| Höchstgeschwindigkeit | 190 km/h                                                                  |
| Steigzeit             | auf 1000 m: 1,9 min                                                       |
| Steigzeit             | auf 3000 m: 6,4 min                                                       |
| Steigzeit             | auf 5000 m: 12,1 min                                                      |
| Steigzeit             | auf 6000 m: 15,5 min                                                      |
| Steigzeit             | auf 8100 m: 36 min                                                        |
| Dienstgipfelhöhe      | 8000 m                                                                    |
| Reichweite            | 380 km                                                                    |
| Flugdauer             | 2 h                                                                       |
| Bewaffnung            | zwei MG 08/15                                                             |